# Olympische Sommerspiele 2016/Teilnehmer (Grenada)
| Gelbes Symbol für Goldmedaillen mit stilisierten Olympischen Ringen | Graues Symbol für Silbermedaillen mit stilisierten Olympischen Ringen | Braundes Symbol für Bronzemedaillen mit stilisierten Olympischen Ringen |
| ------------------------------------------------------------------- | --------------------------------------------------------------------- | ----------------------------------------------------------------------- |
| —                                                                   | 1                                                                     | —                                                                       |

Grenada nahm in Rio de Janeiro an den Olympischen Spielen 2016 teil. Es war die insgesamt neunte Teilnahme an Olympischen Sommerspielen. Das Grenada Olympic Committee nominierte sieben Athleten in zwei Sportarten.

## Teilnehmer nach Sportarten

### Leichtathletik
Laufen und Gehen
| Athleten       | Wettbewerb | Vorlauf | Vorlauf | Halbfinale    | Halbfinale    | Finale        | Finale        | Rang   |
| Athleten       | Wettbewerb | Zeit    | Rang    | Zeit          | Rang          | Zeit          | Rang          | Rang   |
| -------------- | ---------- | ------- | ------- | ------------- | ------------- | ------------- | ------------- | ------ |
| Frauen         |            |         |         |               |               |               |               |        |
| Kanika Beckles | 400 m      | 52,41 s | 32      | ausgeschieden | ausgeschieden | ausgeschieden | ausgeschieden | 32     |
| Männer         |            |         |         |               |               |               |               |        |
| Kirani James   | 400 m      | 44,93 s | 1       | 44,02 s       | 1             | 43,76 s       | 2             | Silber |
| Bralon Taplin  | 400 m      | 45,15 s | 4       | 44,44 s       | 4             | 44,45 s       | 7             | 7      |

Mehrkampf
| Athleten         | 100 m   | 100 m  | Weitsprung | Weitsprung | Kugelstoßen | Kugelstoßen | Hochsprung | Hochsprung | 400 m   | 400 m  | 110 m Hürden | 110 m Hürden | Diskuswerfen | Diskuswerfen | Stabhochsprung | Stabhochsprung | Speerwerfen | Speerwerfen | 1500 m      | 1500 m | Punkte | Rang |
| Athleten         | Zeit    | Punkte | Weite      | Punkte     | Weite       | Punkte      | Höhe       | Punkte     | Zeit    | Punkte | Zeit         | Punkte       | Weite        | Punkte       | Höhe           | Punkte         | Weite       | Punkte      | Zeit        | Punkte | Punkte | Rang |
| ---------------- | ------- | ------ | ---------- | ---------- | ----------- | ----------- | ---------- | ---------- | ------- | ------ | ------------ | ------------ | ------------ | ------------ | -------------- | -------------- | ----------- | ----------- | ----------- | ------ | ------ | ---- |
| Zehnkampf Männer |         |        |            |            |             |             |            |            |         |        |              |              |              |              |                |                |             |             |             |        |        |      |
| Kurt Felix       | 10,93 s | 876    | 7,42 m     | 915        | 14,77 m     | 776         | 2,07 m     | 868        | 49,14 s | 855    | 14,79 s      | 875          | 45,10 m      | 769          | 4,50 m         | 760            | 69,92 m     | 888         | 4:30,53 min | 741    | 8323   | 9    |
| Lindon Victor    | 10,83 s | 899    | 7,11 m     | 840        | 14,80 m     | 777         | 1,98 m     | 785        | 49,80 s | 824    | 15,74 s      | 762          | 53,24 m      | 938          | 4,40 m         | 731            | 63,54 m     | 791         | 4:44,73 min | 651    | 7998   | 16   |

### Schwimmen
| Athleten          | Wettbewerb          | Vorlauf     | Vorlauf | Halbfinale    | Halbfinale    | Finale        | Finale        | Rang |
| Athleten          | Wettbewerb          | Zeit        | Rang    | Zeit          | Rang          | Zeit          | Rang          | Rang |
| ----------------- | ------------------- | ----------- | ------- | ------------- | ------------- | ------------- | ------------- | ---- |
| Frauen            |                     |             |         |               |               |               |               |      |
| Oreoluwa Cherebin | 100 m Schmetterling | 1:10,40 min | 42      | ausgeschieden | ausgeschieden | ausgeschieden | ausgeschieden | 42   |
| Männer            |                     |             |         |               |               |               |               |      |
| Corey Ollivierre  | 100 m Brust         | 1:08,68 min | 46      | ausgeschieden | ausgeschieden | ausgeschieden | ausgeschieden | 46   |